# 壬午兵变
「壬午兵變」，又名「壬午軍亂」，日本稱之為「壬午事變」、「朝鮮事變」，是1882年朝鮮王朝兴宣大院君發動兵變，掌握政權，然而不久之後即被清朝朝鮮事務大臣吳長慶平定，清方將大院君監禁於中國直隸保定。

## 背景
1873年朝鮮高宗親政，其攝政的父親大院君歸政隱居，但仍試圖插手干涉政務。1876年朝鮮王朝與日本簽訂《江華條約》，國門從此被打開；1882年又分別與美國和英國締結修好通商條約，外國勢力開始全面進入朝鮮。閔妃集團推倒大院君時代的一切制度，表示要「開化自強」，效仿清朝正在實行的「洋務運動」改革，按照清朝總理各國事務衙門的模式設立了統理機務衙門，派使團赴中國和日本訪問學習。1881年創立新式軍隊——別技軍，由閔妃的侄子閔泳翊掌管，聘日本人充任教官。閔妃的開放和親日措施引發了大院君和部份民眾的不滿。
日本當時企圖從各方面滲透朝鮮，閔妃也積極扶植親信。閔妃集團骨幹人物閔謙鎬、閔台鎬、興寅君等人涉嫌貪汙，地方官吏橫征暴斂。朝鮮宮廷「每夜曲宴淫戲，倡優、巫祝、工瞽歌吹媟嫚，殿庭燈燭如晝，達曙不休」。閔妃生下王世子李坧，要遍祭金剛山一萬二千峰，各峰施以米一石、布一匹、清錢千兩。日本商人利用《江華條約》大肆在朝鮮廉價收購糧食，導致朝鮮社會危機。朝鮮的新軍由日本人充任總教官，助長了朝鮮反日情緒。武衛營和壯禦營的士兵軍餉拖欠，而別技軍的裝備和待遇卻遠高於舊式軍隊，這亦點燃了舊軍將士的仇恨，以致蔑稱其為「倭別技」。

## 過程
1882年7月23日（陰歷壬午年五月），朝鮮京城五營士兵由於連續十三個月沒有領到餉米，聚眾喧嘩騷動。朝鮮宣惠廳雖然將剛運至京城的白米摻雜碎石子跟米糠發放下去，但是白米中摻入太多砂石、米糠等物，根本不能食用。士兵與庫吏理論，發生衝突。漢城捕盜廳要將為首士兵金春永、柳卜萬、鄭義吉、姜命俊四人逮捕斬首。士兵們積怨爆發，同市民一起發動暴動，搗毀宣惠廳堂上官閔謙鎬以及閔台鎬、韓圭稷等外戚權貴宅第，奪取武庫，攻打捕盜廳，然後包圍大院君門第雲峴宮，向大院君求助。此外還有幾路士兵和市民分別攻打日本公使館，處死日本籍的別技軍教官，開倉放糧。

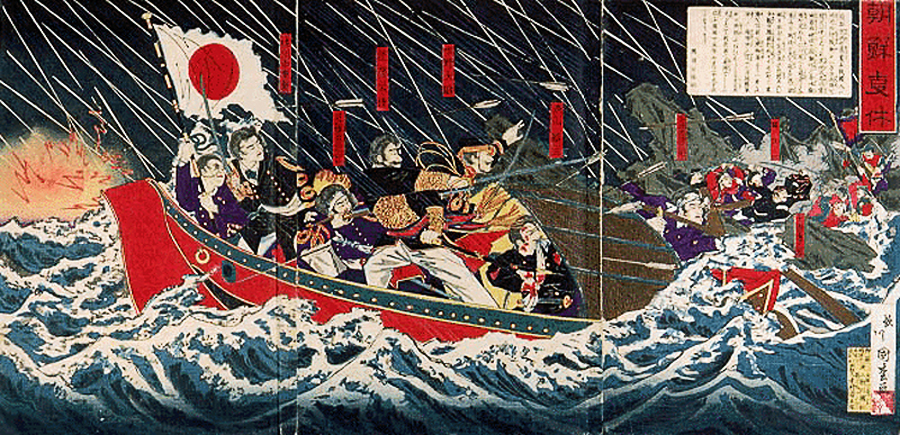
日本公使館官員乘船逃走

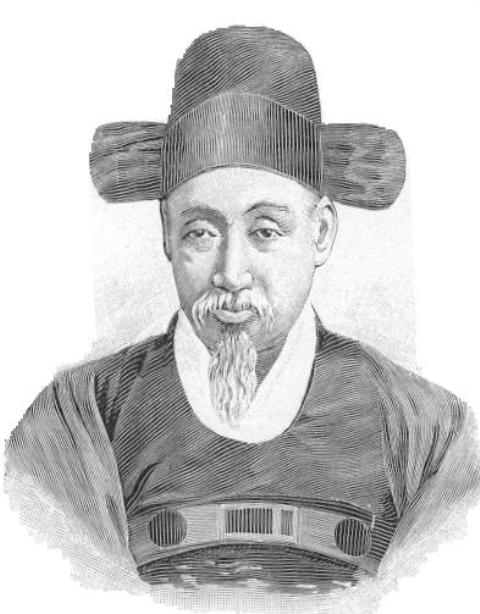
1870年代大院君畫像

7月24日，暴動士兵和市民攻入昌德宮，殺死躲藏在宮中的閔謙鎬、興寅君李最應（大院君胞兄），並搜尋王妃閔茲暎。閔妃裝扮成尚宮逃往外地借用坐上她婆婆府大夫人的轎子逃跑。日本公使花房義質和隨員也逃往濟物浦（今仁川），由英國軍艦搭救回國。7月25日，高宗召大院君入宮，委托其主政，大院君不顧高宗和一些大臣的反對，宣稱閔妃已死，並要為她舉行國葬，暴民百姓士兵方才撤出王宮，放下武器。
大院君上台後，打擊外戚勢力和腐敗官吏，廢除閔妃集團執政時的一切措施，恢覆鎖國政策，日本軍隊借口使館被焚、僑民遇害，趁機出兵朝鮮，企圖干涉朝鮮事務，引發國際政治糾紛。
逃到忠州長湖院的閔妃和逃回長崎的花房義質分別請求清朝和日本出兵朝鮮。閔妃暗中聯絡高宗，告知她還活著的消息，隨時準備覆權。閔妃集團官僚金允植出使清朝，請求出兵朝鮮對抗大院君和日軍。清朝面對西方勢力的壓迫，決定對自己僅存的屬國朝鮮加強控制，朝鮮領選使金允植和問議官魚允中多次向清朝指出大院君是壬午兵變的「禍首」，暗示將大院君逮捕。
兩廣總督張樹聲和直隸總督李鴻章薦言，朝廷命淮軍將領吳長慶為朝鮮事務大臣，率軍在南陽登陸，農歷七月十二日，清朝派出的軍隊三千人在吳長慶和馬建忠的帶領下搶在日軍之前進入漢城，並設下誘捕大院君的計劃。日本公使花房義質則於8月12日回到漢城，帶來了日軍一千五百人和四艘軍艦，逼迫朝鮮政府賠償損失、同意日軍駐紮朝鮮。
清朝官員拜訪日本軍後，又探望大院君，8月25日馬建忠拜訪大院君時表示清朝不會逮捕他，並邀請他回訪；等到第二天大院君回訪時，吳長慶先和大院君喝茶，大院君立刻察覺事情不對，在筆談中對吳長慶說：「將軍將作雲夢之遊耶？」（西漢時漢高祖劉邦去雲夢澤巡遊，其實是將楚王韓信誘捕）在一旁的朝鮮幫辦大臣袁世凱見此情形，立刻逮捕了大院君，將其塞進備好的馬車內並轉運至中國軍艦中。與此同時，大院君的兒子李載冕也在其他地方被捕。之後清軍又進攻漢城郊區起義士兵營地，抓獲了170多人，並將包括起義士兵和大院君黨羽在內的11人就地正法，其後又處死多人，情況底定。
壬午兵變被清朝鎮壓，大院君上台33天再次倒台，他被捕初既悲且恨，頗有抵觸，「在船頗切危懼，食物概不入口」。清朝將大院君押送天津審問，後監禁於直隸省城保定，到1885年才釋放回國。閔妃集團重新掌握朝鮮政權。8月30日，日本和朝鮮就上述內容簽訂了《濟物浦條約》。失蹤的閔妃，也被吳長慶從弟吳長純尋獲了。
壬午兵變後，朝鮮開始了近代化改革，設立內外衙門，訓練新式軍隊。清朝為加強對朝鮮的控制，與朝鮮簽訂一系列條約，在朝鮮獲得了領事裁判權和海關監管權，並在仁川、元山、釜山等港口城市設立了清朝租界。

## 相關事件
另外，在壬午軍亂中保護閔妃逃出王宮的是武藝別監洪在羲（後改名洪啟薰）。堀本禮造、鈴木金太郎等13名被朝鮮起義士兵和市民所殺的日本人被供奉入靖國神社。
大院君李昰應的國王生父身份令同是皇帝生父的光緒帝生父醇親王奕譞同情，他反對囚禁李昰應。慈禧太后的懿旨將李昰應囚禁在於保定嚴加看管，朝鮮高宗數次上疏乞恩賜，諸親貴也為此說情，但清朝一直拒絕釋放。清廷於外藩事，向來不主張干涉，惟獨對李昰應例外；且朝鮮穩定後，善後事宜也未嘗過問，惟獨不許李昰應歸國，這是慈禧太后以此來警告同樣是國君生父的奕譞。奕譞曾經讀李㷩的為父求情表，要求慈禧太后加恩外藩，乞准所奏，放李昰應歸國，以全父子之情。慈禧太后默然久之，微哂曰：“吾此舉正別有深意，將使天下有子為人後者，有所警惕而不敢妄為耳。非於李昰應有何仇怨也。”奕譞戰慄失色，伏地不起。慈禧太后笑而慰之曰：「王毋多心，吾知王忠敬，此語並非為王發也。」命二宦官掖之而出。奕譞數日惘然若有所失。後來由於閔妃外交依附沙俄引起清朝不滿，1885年釋放李昰應回國制約閔妃。
大院君趕走閔妃，成為豐壤趙氏的一個機會。清軍來朝，神貞王后的侄子趙寧夏矛頭指向大院君，參與馬建忠等人逮捕大院君計劃，當時朝鮮和清朝有人建議借神貞王后之命殺掉大院君，豐壤趙氏一度回光返照，趙寧夏控制了兵權，與閔台鎬聯手，扶植金炳國為傀儡領議政，把持了朝鮮的軍政大權，神貞王后也對清廷充滿感激。

## 處理結果

### 靖國神社合祀人員
堀本禮造陸軍工兵少尉（追認陸軍工兵中尉）。
水島義日本公使館雇員
鈴木金太郎31歳。日本公使館雇員
飯塚玉吉27歳。日本公使館雇員
廣戸昌克33歳。一等巡査
本田親友22歳。三等巡査
宮 鋼太郎18歳。外務省二等巡査
川上堅鞘27歳。外務省二等巡査
池田為義28歳。外務省二等巡査
遠矢莊八朗外務省二等巡査
近藤道堅22歳。私費語學生
黒澤盛信28歳。私費語學生
池田平之進21歳。陸軍語學生徒
岡內格23歳。陸軍語學生徒

### 遊就館表彰
靖國神社遊就館對事變殉職英靈進行表彰、展示壬午事變時日本公使館的日本國旗。

### 處罰
朝鮮高宗朝廷以大逆不道罪對金長孫（63歲，東部枉尋里新村人）、鄭義吉（37歲，東部枉尋里斗井洞人）、洪千石（36歲，東部枉尋里甘井洞人）、姜命俊（34歲，西部靑坡人）、柳卜萬（28歲，東部枉尋里沙斤節里人）、
許氏同（39歲，東部枉尋里陽地村人，軍籍）、
尹尙龍（32歲，東部枉尋里小谷人）、鄭雙吉（40歲，東部枉尋里陽地村人）、許煜（57歲，慶尚道順興郡九尾村人）、張泰辰（30歲，東部枉尋里人，軍籍賤卒
張順吉（73歲，東部枉尋里人）父子、金昌榮（52歲，東部踏十里人）、柳興燁（52歲，東部枉尋里人）、張在植（33歲，東部墓洞人，宿衛卒）、李奉學（55歲，東部枉尋里人）凌遲（朝鮮王朝指車裂刑）殺害及暴屍三日，家屬斬首。1886年11月24日車裂逃走被捕的帶頭士兵成仁默（40歲，中部洞口人，軍額下賤出身，後移居東部往十里）及斬首浪昌寬（29歲，東門外卜次橋人，後移居上洞）。